# 昆玉河
39°55′59″N 116°17′27″E / 39.9330°N 116.2907°E

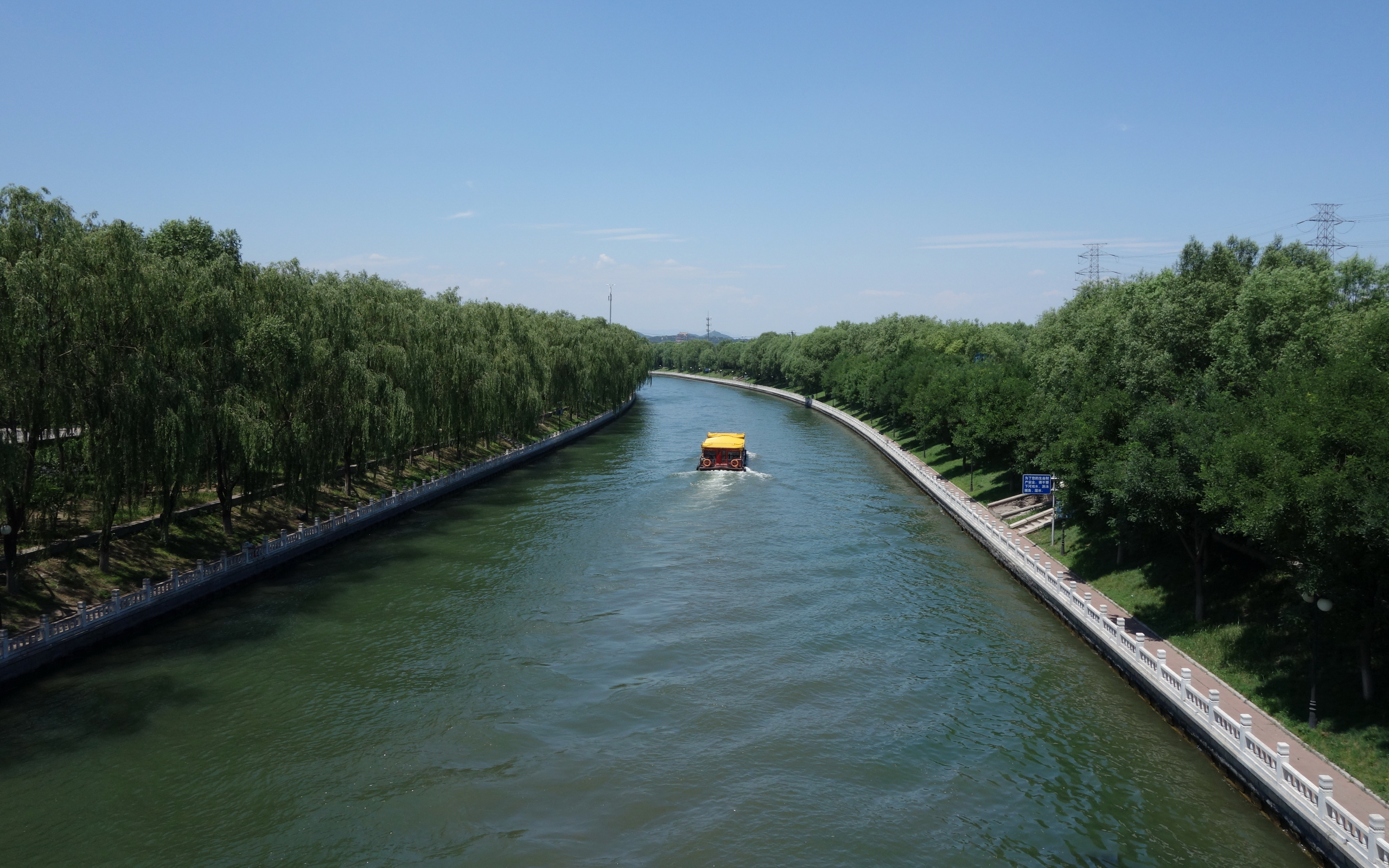
北京昆玉河

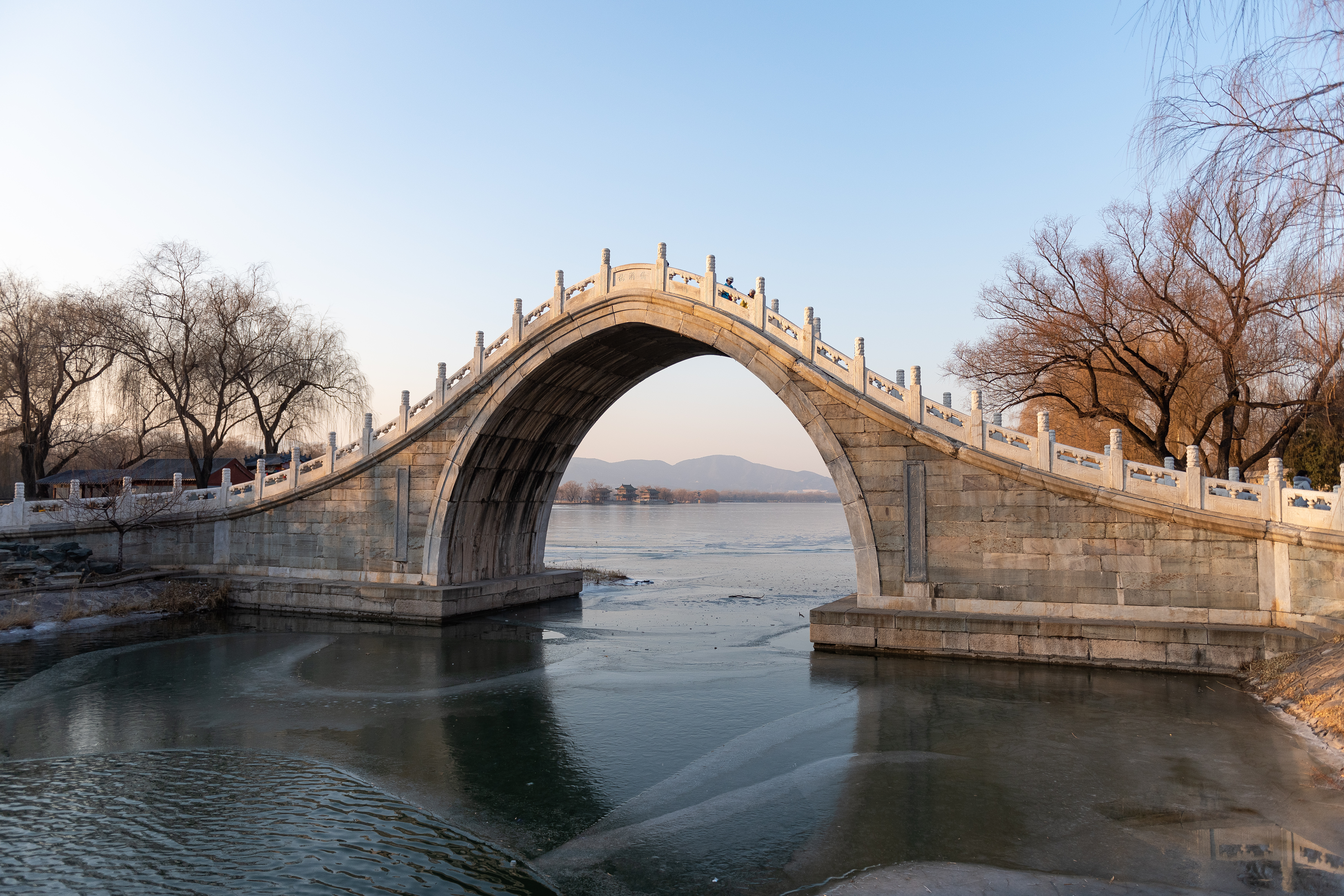
颐和园最南端的绣漪桥是昆玉河的起点

昆玉河自颐和园昆明湖至玉渊潭，全长7.37公里。是贯穿中国北京市西部的重要河流，为京密引水渠和永定河引水渠的一部分，构成北京的输水系统的一部分。主要水源是密云水库，也可接纳官厅水库的来水。昆玉河在长春桥南侧分出南长河，在罗道庄滨角园与永定河引水渠相汇合。
昆玉河上有游船线路，南起玉渊潭八一湖，北至颐和园昆明湖。也有自颐和园往南长河的游船线路。